# (11776) Milstein
(11776) Milstein ist ein Asteroid des äußeren Hauptgürtels, der am 16. Oktober 1977 von dem niederländischen Astronomenehepaar Cornelis Johannes van Houten und Ingrid van Houten-Groeneveld entdeckt wurde. Die Entdeckung geschah im Rahmen der 3. Trojaner-Durchmusterung, bei der von Tom Gehrels mit dem 120-cm-Oschin-Schmidt-Teleskop des Palomar-Observatoriums aufgenommene Feldplatten an der Universität Leiden durchmustert wurden, 17 Jahre nach Beginn des Palomar-Leiden-Surveys.
Die Bahnneigung von (11776) Milstein ist mit aufgerundet 0,45° gering, sie ist der Ebene der Erdbahn um die Sonne ähnlicher als die Bahn der anderen sieben Planeten.
Der Asteroid gehört zur Themis-Familie, einer Gruppe von Asteroiden, die nach (24) Themis benannt wurde. Die zeitlosen (nichtoskulierenden) Bahnelemente von (11776) Milstein sind fast identisch mit denjenigen des kleineren, wenn man von der Absoluten Helligkeit von 15,2 gegenüber 13,7 ausgeht, Asteroiden (133839) 2003 YH48.
Der Asteroid wurde am 1. Mai 2003 nach dem argentinischen Mikrobiologen César Milstein (1927–2002) benannt. Milstein erhielt 1984 gemeinsam mit Niels Kaj Jerne und Georges J. F. Köhler den Nobelpreis für Physiologie oder Medizin „für Theorien über den spezifischen Aufbau und die Steuerung des Immunsystems und für die Entdeckung des Prinzips der Produktion von monoklonalen Antikörpern“. Nach Niels Kaj Jerne wurde am selben Tag der Asteroid des äußeren Hauptgürtels (11774) Jerne benannt, nach Georges J. F. Köhler ebenfalls am 1. Mai 2003 der Asteroid des inneren Hauptgürtels (11775) Köhler.